# Gottfrid Svensson
Gottfrid Cervantius Svensson (ur. 13 maja 1889 w Uppsali, zm. 19 sierpnia 1956 w Sztokholmie) – szwedzki zapaśnik, srebrny medalista olimpijski z Antwerpii.
Brał udział w dwóch igrzyskach olimpijskich (IO 12, IO 20). W 1920 był drugi w wadze lekkiej (do 67,5 kg) w stylu wolnym. W 1913 został nieoficjalnym wicemistrzem Europy w tym samej wadze, ale w stylu klasycznym. Wywalczył siedem tytułów mistrza kraju.